# Escuelas Rosenwald
El proyecto de la escuelas Rosenwald construyó más de 5,000 escuelas, tiendas y hogares para fortalecer la educación de niños afroestadounidenses principalmente en el sur durante principios del siglo XX. El proyecto fue producto de una asociación entre Julius Rosenwald, un sastre judío-estadounidense que se convirtió en copropietario y presidente de Sears, Roebuck, and Company y del líder, educador y filántropo afroestadounidense Booker T. Washington, quien fue presidente del Instituto Tuskegee.
La necesidad surgió de la falta crónica de financiación de la educación pública para los niños afroestadounidenses en el sur, ya que los negros habían sido discriminados a principios de siglo y excluidos del sistema político en esa región. Los niños debían asistir a escuelas segregadas.
Julius Rosenwald, el fundador del Fondo Rosenwald, contribuyó con capital inicial para muchas escuelas y otras causas filantrópicas. Exigió que las comunidades locales recaudaran fondos de contrapartida para fomentar su compromiso con estos proyectos. Para promover la colaboración entre la gente negra y blanca, Rosenwald requirió que las comunidades comprometieran fondos públicos o mano de obra para las escuelas, así como que contribuyeran con donaciones en efectivo adicionales después de la construcción. Con el programa, las comunidades rurales afroestadounidenses de todo el sur recaudaron millones de dólares para financiar una mejor educación para sus hijos y las juntas escolares blancas tuvieron que aceptar la operación y el mantenimiento de las escuelas. A pesar de este programa, a mediados de la década de 1930, las escuelas blancas en el sur valían más de cinco veces por estudiante, lo que las escuelas negras valían por estudiante (en Misisipi, de mayoría negra, esta proporción era de más de 13 a uno).

## Colaboración Rosenwald-Washington
En las escuelas segregadas del Sur, los niños afroestadounidenses fueron enviados a escuelas con fondos insuficientes. La colaboración de Rosenwald y Washington llevó a la construcción de casi 5,000 escuelas para niños negros en los once estados de la ex Confederación, así como en Oklahoma, Misuri, Kentucky y Maryland. Como resultado de su colaboración, aproximadamente un tercio de los niños afroestadounidenses fueron educados en estas escuelas.
El modelo Rosenwald-Washington requería la aceptación de las comunidades afroestadounidenses, así como el apoyo de los órganos de gobierno blancos. Las comunidades negras recaudaron más de $ 4.7 millones para ayudar en la construcción, además de donaciones de tierra y mano de obra. La investigación ha encontrado que el programa Rosenwald representa una parte considerable de los logros educativos de las personas negras del sur de las zonas rurales durante este período. Esta investigación también encontró efectos significativos sobre la asistencia a la escuela, la alfabetización, los años de escolaridad, los puntajes de las pruebas cognitivas y la migración al norte, con mayores ganancias en los condados más desfavorecidos.

## Papel de Julius Rosenwald

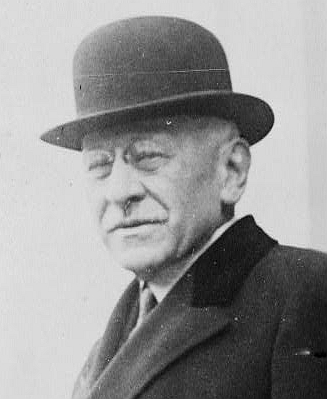
Julius Rosenwald.

Julius Rosenwald (1862-1932) nació en una familia de inmigrantes judíos alemanes. Se convirtió en sastre después de aprender el oficio con sus parientes en Nueva York. Su primer negocio quebró, pero otro que comenzó en Chicago, Illinois se convirtió en un proveedor líder del creciente negocio de Richard Warren Sears, Sears, Roebuck and Company, un negocio de pedidos por correo que prestaba servicios a muchos estadounidenses rurales. Anticipándose a la demanda mediante el uso de las variaciones de tallas en los hombres estadounidenses y su ropa, determinadas durante la guerra de Secesión, Rosenwald ayudó a planificar el crecimiento de lo que muchos años más tarde los especialistas en marketing llamarían "el lado más suave de Sears": la ropa. En 1895, se convirtió en uno de sus inversores, y finalmente se desempeñó como presidente de Sears de 1908 a 1922. Fue su presidente hasta su muerte en 1932.
Después de la reorganización en 1906 de la empresa Sears como sociedad anónima por parte de la empresa de servicios financieros de Goldman Sachs, uno de los socios principales, Paul Sachs, a menudo se quedaba con la familia Rosenwald en su casa durante sus numerosos viajes a Chicago. Julius Rosenwald y Sachs solían discutir la situación social de Estados Unidos y coincidían en que la difícil situación social que pasaban los afroestadounidenses era el problema más grave en Estados Unidos. Los millones en el sur habían sido privados de sus derechos a principios de siglo y sufrieron un estatus de segunda clase en un sistema de segregación racial hecho por las Leyes Jim Crow. Las escuelas públicas negras y otras instalaciones sufrieron una insuficiencia crónica de fondos.

## Papel de Booker T. Washington

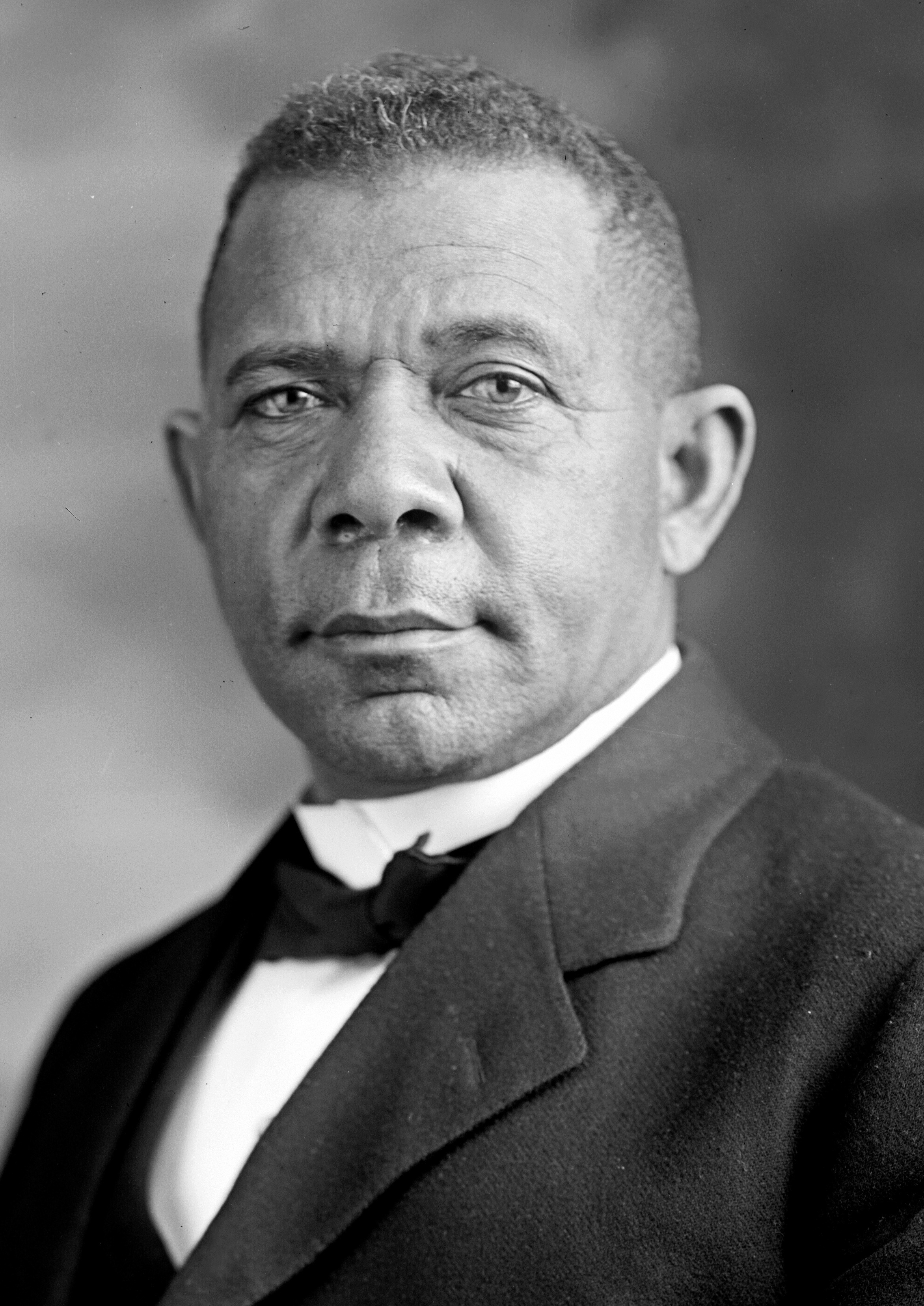
Booker T. Washington.

Sachs presentó a Rosenwald a Booker T. Washington (1856-1915), el famoso educador que en 1881 comenzó como el primer director de la escuela normal que desarrolló como la Universidad de Tuskegee en Alabama. Washington, que se había ganado el respeto de muchos líderes estadounidenses, incluido el del presidente estadounidense Theodore Roosevelt, también había obtenido el apoyo financiero de filántropos ricos como Andrew Carnegie, George Eastman y Henry Huttleston Rogers. Alentó a Rosenwald, como a otros, a abordar el mal estado de la educación afroestadounidense en los Estados Unidos.
En 1912, se le pidió a Rosenwald que formara parte de la junta directiva de Tuskegee, cargo que ocupó hasta su muerte en 1932. Rosenwald dotó a Tuskegee para que Washington pudiera pasar menos tiempo viajando para buscar financiación y poder dedicar más tiempo a la gestión de la escuela. Como lo instó Washington, Rosenwald proporcionó fondos para la construcción de seis escuelas pequeñas en la zona rural de Alabama, que fueron construidas e inauguradas entre 1913 y 1914 y supervisadas por Tuskegee.

## Fondo Rosenwald
Julius Rosenwald y su familia establecieron el Fondo Rosenwald en 1917 para "el bienestar de la humanidad". A diferencia de otras fundaciones donadas, que fueron diseñadas para financiarse a sí mismas a perpetuidad, el Fondo Rosenwald estaba destinado a utilizar todos sus fondos con fines filantrópicos. Donó más de $70 millones (equivalente a $754,003,000 en 2020) a escuelas públicas, colegios, universidades, museos, organizaciones benéficas judías e instituciones negras antes de que se agotaran los fondos en 1948.
El programa de construcción de escuelas fue uno de los programas más grandes administrados por el Fondo Rosenwald. Usando planos arquitectónicos de última generación diseñados por profesores del Instituto Tuskegee, el fondo gastó más de $4 millones para construir 5,388 escuelas, 217 casas para maestros y 163 edificios comerciales en 883 condados en 15 estados, desde Maryland hasta Texas. El Fondo Rosenwald se basó en un sistema de subvenciones de contrapartida, que requería que las juntas escolares blancas se comprometieran con el mantenimiento y que las comunidades negras ayudaran en la construcción. Cumpliendo con los objetivos del programa de subvenciones complementarias, las comunidades afroestadounidenses contribuyeron con $4.8 millones para la construcción de 5,338 escuelas en todo el sur estadounidense.

## Preservación

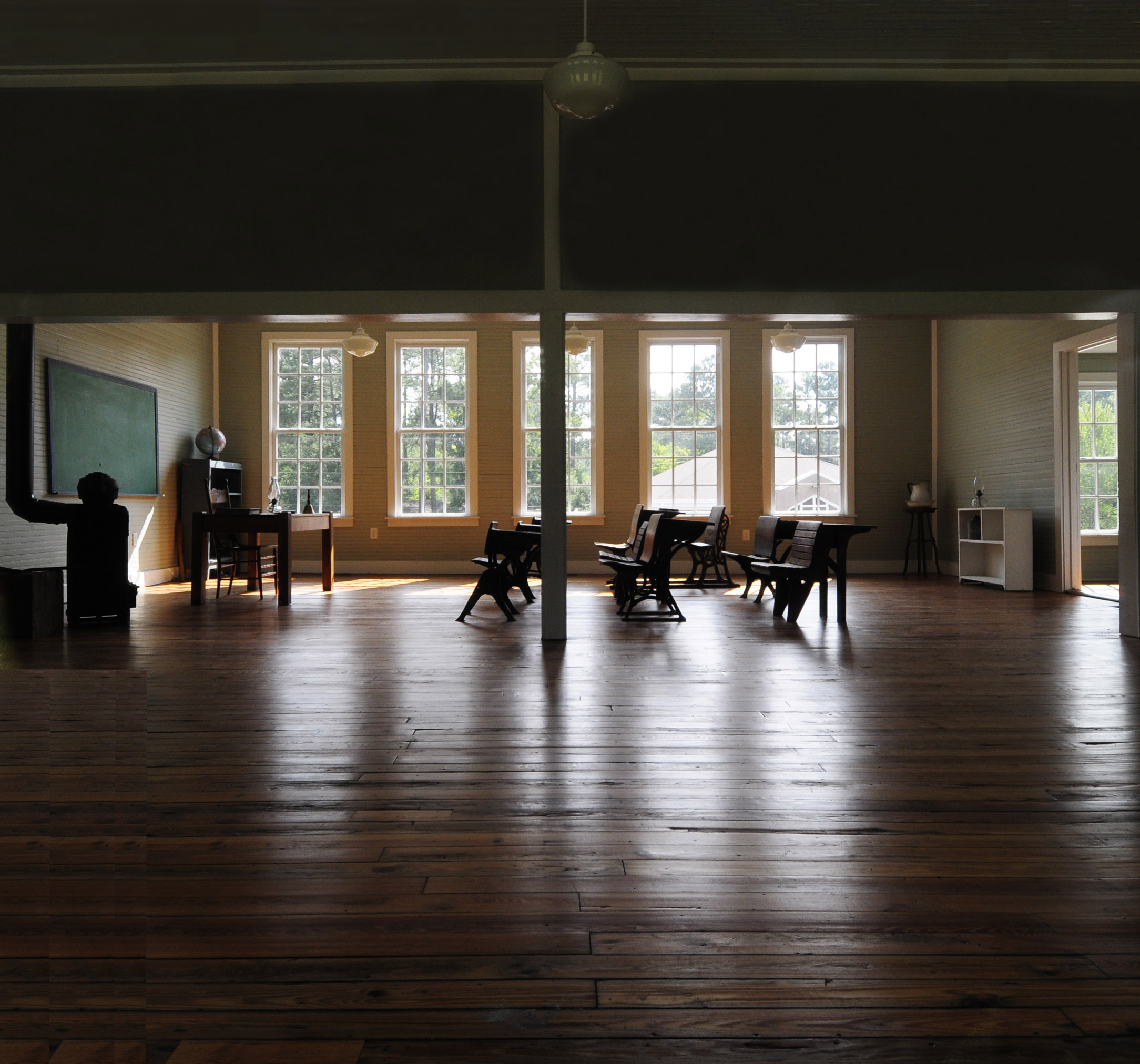
Debido a que muchas escuelas estaban ubicadas en áreas sin electricidad, el fondo diseñó planos arquitectónicos que aprovecharon la luz natural.

En algunas comunidades, las estructuras sobrevivientes se han conservado debido al profundo significado que tenían para los afroestadounidenses como símbolos de la dedicación de sus líderes y comunidades a la educación. Otros se vieron amenazados por la falta de fondos en las zonas rurales, la urbanización, los cambios demográficos, el cambio de estilos de educación a escuelas consolidadas e integradas y otros cambios sociales.
Los exalumnos de las escuelas Rosenwald han liderado algunos esfuerzos para preservar las instalaciones de las escuelas. Por ejemplo, en Georgia, tres antiguas escuelas Rosenwald se conservaron gracias a los esfuerzos de antiguos alumnos y de la División de Preservación Histórica de Georgia, lo que llevó a su inclusión en el Registro Nacional de Lugares Históricos en 2001.
En 2002, el Fideicomiso Nacional para la Preservación Histórica nombró a las escuelas Rosenwald cerca de la cima de los lugares más amenazados del país Archivado el 7 de mayo de 2006 en Wayback Machine. y creó una campaña para crear conciencia y dinero para la preservación. Al menos 60 antiguas escuelas de Rosenwald están incluidas en el Registro Nacional de Lugares Históricos. En 2015, el Fideicomiso Nacional clasificó las escuelas de Rosenwald como tesoros nacionales.

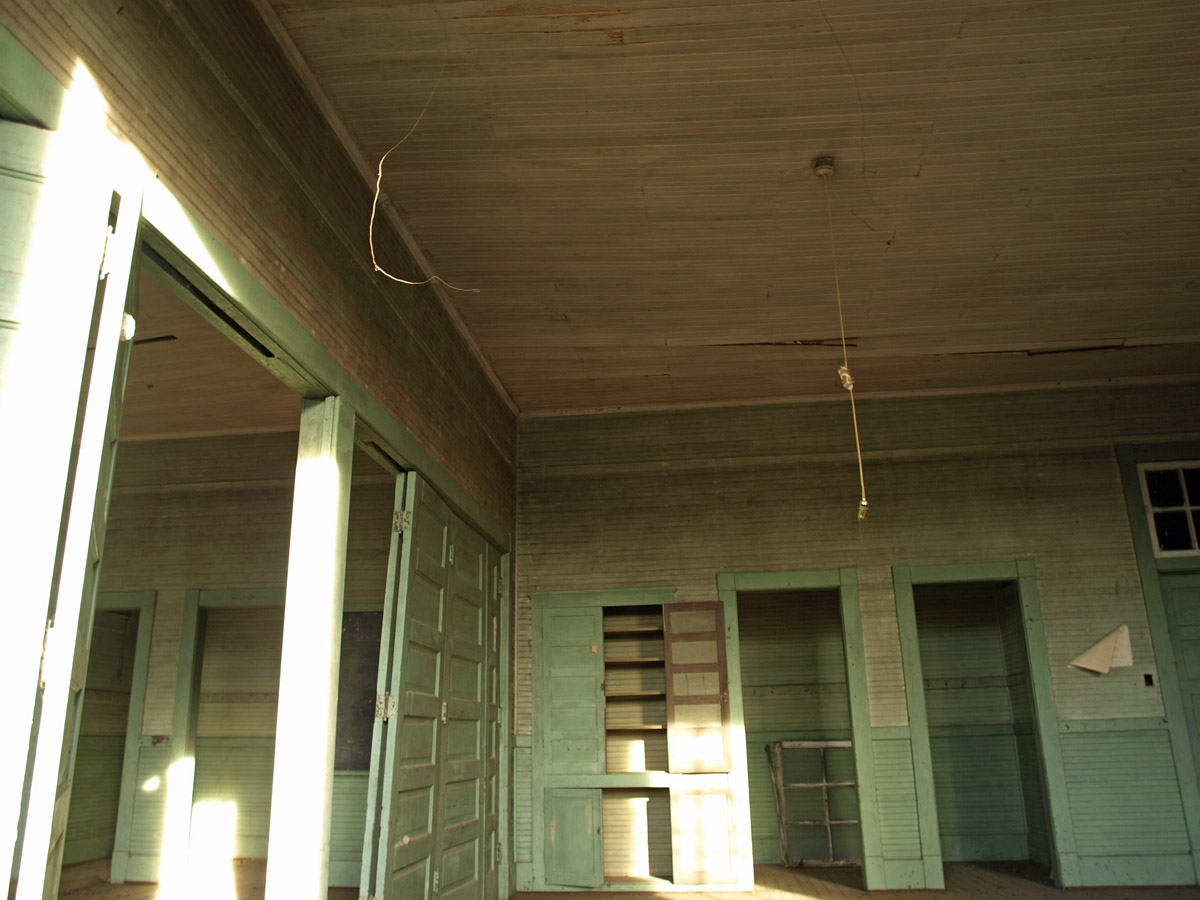
Interior de una escuela de Rosenwald.

En Georgia, varios sitios de las Escuelas Rosenwald han sido conmemorados a través del Programa de Marcadores Históricos de Georgia, actualmente administrado por la Sociedad Histórica de Georgia. En asociación con organizaciones comunitarias, se han erigido marcadores para la escuela Hiram Rosenwald (2006, condado de Paulding), la escuela de capacitación del condado de Macon (2016, condado de Macon), la escuela primaria Barney Colored (2013, condado de Brooks) y la escuela Noble Hill Rosenwald (1995 por el Departamento de Recursos Naturales de Georgia, Condado de Bartow).
Algunas escuelas se han adaptado para nuevos usos. La escuela Walnut Cove Colored en el condado de Stokes, Carolina del Norte ganó un Premio Nacional de Honor a la Preservación por su rehabilitación para su uso como centro comunitario para personas mayores. La escuela Hope Rosenwald en Pomaria, Carolina del Sur también se utilizará como centro comunitario. La escuela Highland Park en el condado de Prince George, Maryland había estado en uso continuo por parte del sistema escolar. Recientemente fue renovado para su uso como Headstart Center. La escuela Canetuck Rosenwald en Currie, Carolina del Norte, ha sido renovada por la comunidad negra local y se utiliza como un centro comunitario ajetreado. La Escuela de Capacitación de Beauregard Parish en DeRidder, Luisiana fue renovada con una subvención federal en 2007 y abrió en 2009 como BeauCare Head Start.

## Efectos
Los investigadores midieron los efectos de las escuelas Rosenwald en los negros rurales del sur basándose en los registros del censo de los Estados Unidos y de la Segunda Guerra Mundial, y encontraron que el efecto sobre los niveles de alfabetización y las puntuaciones cognitivas era grande. Un estudio de 2021 también encontró que asistir a las escuelas Rosenwald aumentó la esperanza de vida de los estudiantes, así como también aumentó su propensión a migrar al Norte de Estados Unidos.